# Eugen Dietschi-Kunz
Eugen Dietschi-Kunz (* 2. April 1861 in Solothurn; † 30. Oktober 1951) war ein Schweizer Buchdrucker und Burgenkundler.

## Leben
Eugen Arthur Dietschi wurde am 2. April 1861 als Sohn des Peter Dietschi und der Adele Luise, geb. Schmid, in Solothurn geboren. Sein Vater war Professor für Geschichte, Latein und Griechisch an der Kantonsschule Solothurn. Schon 1870 zog die Familie nach Olten, wo der Vater Peter Dietschi eine Druckerei und eine Zeitung gegründet hatte, das Volksblatt vom Jura (später Oltner Tagblatt), deren Leitung er nun übernahm.
Nach der Primarschule besuchte Eugen Dietschi während vier Jahren die Bezirksschule, besuchte die École industrielle in Vevey und absolvierte die Lehre zum Buchdrucker im väterlichen Geschäft. Der Ausbildung schlossen sich zwei Wanderjahre an: Stationen waren u. a. Berlin und Leipzig. Die Wanderjahre festigten sein berufliches Können; er bildete sich aber auch weiter durch den Besuch von Städten, Burgen und Schlössern. Mit Ausnahme eines Arbeitsaufenthaltes in Paris blieb Dietschi von nun an in Olten. Von 1885 bis 1907 leitete er die Druckerei zusammen mit seinem Vater, danach allein, bis er 1934 in den Ruhestand trat. 1890 heiratete Dietschi Hedwig Kunz. Sie hatten fünf Kinder, darunter den späteren Basler Ständerat Eugen Dietschi (1896–1986).
Schon in jungen Jahren interessierte sich Dietschi-Kunz für Burgen und Schlösser. Schloss Wartenfels in seiner Heimatgemeinde Lostorf, wo seine Grosseltern wohnten, mag das Interesse geweckt haben. Früh begann er, eine burgenkundliche Bibliothek im weitesten Sinne aufzubauen und eine Dokumentation anzulegen. Er setzte sich aber auch aktiv, in eigenen Zeitungsberichten, für die Erhaltung der Burgen ein, u. a. in den „Historischen Mitteilungen“ des Oltner Tagblatts. Noch in hohem Alter widmete er sich lokalgeschichtlichen Arbeiten. So verfasste er im Alter von 90 Jahren eine Schrift über die Herren von Rotberg.
Dietschi-Kunz freute sich 1927 über die Gründung des Schweizerischen Burgenvereins, der die gleichen Ziele anstrebte wie er selbst, und er nahm 1931 freundschaftliche Beziehungen auf zu den neu gegründeten Burgenfreunden beider Basel. Die Sorge um die Frohburg, die für Basel und Olten gleichermassen wichtig war, band ihn an den Basler Verein. So regte der Oltner «Burgenvater» in der Zwischenkriegszeit eine erste Grabung auf der Frohburg an und setzte sich nach dem Krieg vehement für eine Wiederaufnahme ein.
Eugen Dietschi-Kunz propagierte intensiv die Gründung des Schweizerischen Burgenarchivs; seine Bibliothek und die Dokumentation sollten den Grundstock bilden. Gerne hätte er seine Sammlungen auf einer Burg untergebracht, doch liess sich diese romantische Idee nicht realisieren. Die Gründung des Schweizerischen Burgenarchivs konnte er noch kurz vor seinem Tod erleben.
Sein Sohn Eugen Dietschi wurde Journalist und Politiker und amtete u. a. als Präsident der FDP.

## Publikationen
- Zur Burgenpflege in Olten: beide Wartburgen, Froburg, Burg zu Olten, Hagberg, Kienberg. Olten, 1947.
- Die Freiherren von Rotberg: ein Beitrag zur solothurnischen Heimatgeschichte. Basel : Burgenarchiv in Basel, 1951.